# 仙納度 (愛荷華州)
仙納度（英語：Shenandoah）是一個位於美國愛荷華州佩奇縣和弗里蒙特縣的城市。

## 地理
仙納度的座標為40°45′44″N 95°22′15″W / 40.76222°N 95.37083°W，而該地的平均海拔高度為299米（即981英尺）。

## 人口
根據2010年美國人口普查的數據，仙納度的面積為9.71平方千米，當中陸地面積為9.71平方千米，而水域面積為0.00平方千米。當地共有人口5150人，而人口密度為每平方千米530人。